# Нечесна гра
Нечесна гра — обхід правил заради власної вигоди. Наприклад у спорті прийом допінгу, або умісне травмування суперника є нечесною поведінкою.
Основні види допінгу: стимулятори, пептидні гормони (гормони росту), анаболічні стероїди, діуретики (сечогінні), анальгетики (знеболювальні).
Іншим прикладом нечесної гри є використання у відеоіграх чит-кодів для зміни певних ігрових параметрів.
З моральної точки зору, (яка і наказує боротися з шахрайством) класифікація тієї чи іншої діяльності, як читерство, визначається цілями діяльності, а не методами. Тому в читерстві, як і в хакінгу, не існує однозначного поділу на «хороші» та «погані» дії. Одна й та ж дія може бути виконана, як з метою налаштування гри під себе, так і заради отримання переваги. Наприклад, прибирати ефект туману можна, як для збільшення швидкодії гри, так і з метою побачити суперників на більшій відстані. Тобто дії гравця як читу можна класифікувати лише з якоюсь ймовірністю. Це можуть бути дії, що пов'язані зі змінами налаштувань управління і графіки («білі» методи), а може бути явним шахрайством, наприклад, використання багів («чорні» методи).